# Justino Francisco Portal
Justino Francisco Portal (Cesar, Oliveira de Azeméis, 27/04/1855 - 2/2/1927) foi um comerciante, industrial e capitalista português.

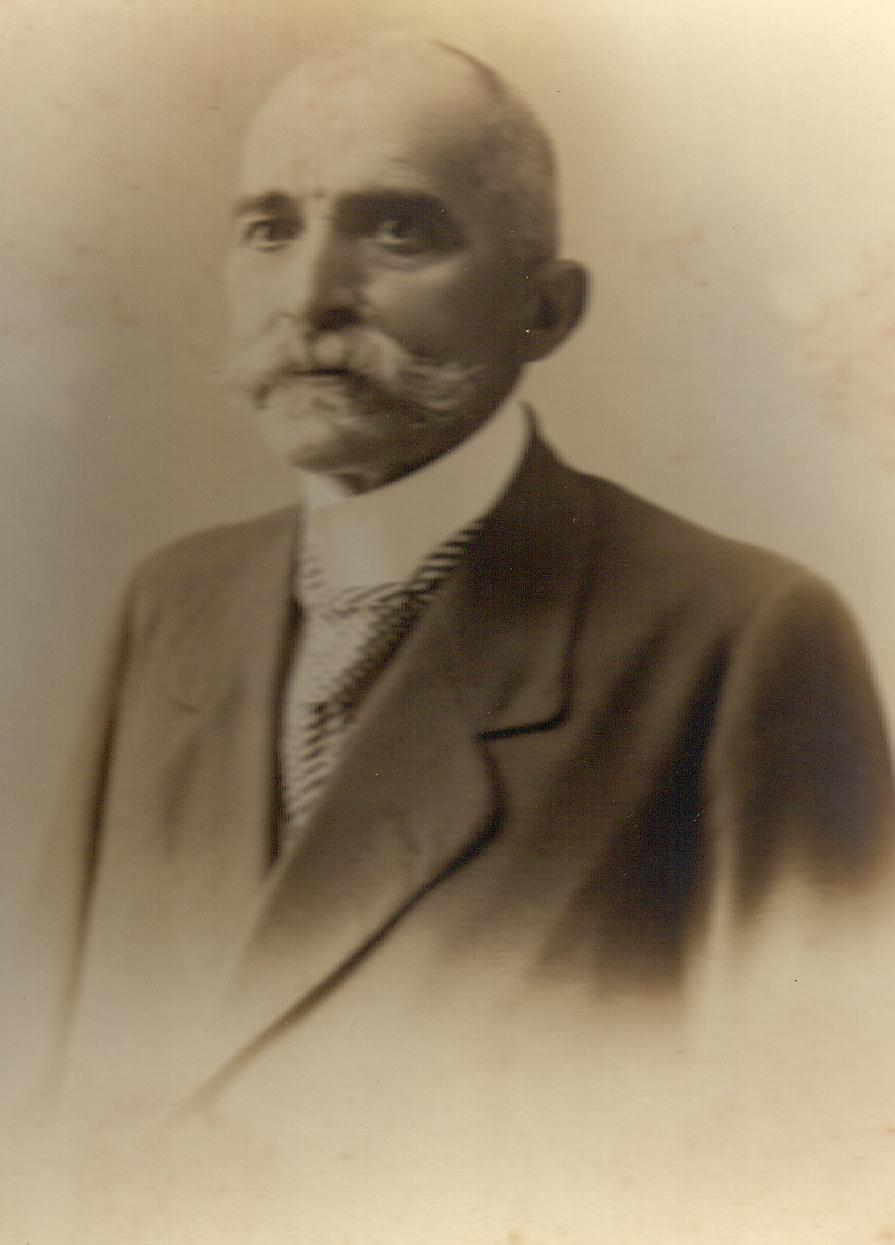
Justino Francisco Portal

## Biografia
De origem fidalga, encontra as suas raízes em França na família "du Portal" parte dela refugiada no início do século XVIII em Oliveira de Azeméis aquando das perseguições religiosas de que foram alvo os protestantes calvinistas hugenotes.
Crê-se que tenha viajado pelos 10 anos para o Brasil juntando-se ao seu tio Manuel Francisco Portal, radicando-se em Manaus (Brasil) iniciando-se, com este no mundo dos negócios.
Justino Portal ganhou grande fortuna na cidade da borracha com o comércio por grosso de produtos alimentares, fundou a Padaria Universal e Américas (Rua Henrique Antony) que durante muitos anos foi líder naquela cidade.
Em 1876 participou no "Protesto da Colónia residente em Manaus contra o Sr. Monteiro Peixoto" (20 de Julho de 1876), movimento contra a decisão real de atribuir, por uma vida, o título de Barão de São Domingos, àquele político Brasileiro que, de forma polémica, dirigiu a "Província do Amazonas".
Regressou em definitivo a Portugal em 1890 com assinalável fortuna mantendo a gestão dos seus negócios à distância.
Durante a vida foi agraciado com um milagre. Em data incerta numa viagem na Europa, quando o navio em que seguia foi assolado por uma violenta tempestade e o comandante deu ordem para abandonar o navio, Justino Portal invocou a intervenção da Nossa Senhora da Graça (padroeira de uma capela na sua aldeia natal), prometendo que se conseguisse salvar os seus sobrinhos (que viajavam sob a sua protecção) construiria em Cesar uma grande capela em honra à mãe de Cristo.
Nos registos da época o relato das testemunhas refere que uma luz desceu sobre o barco e pouco tempo depois a tempestade serenou e a promessa cumpriu-se em 1908 com a construção de uma capela no monte da Senhora da Graça no local onde existia então uma ermida.
Justino Portal beneficiou ainda a sua aldeia natal com a oferta de um magnífico edifício destinado a escola primária (5 de Outubro) e que hoje é o Centro Cívico Justino Portal e também sede da Junta de Freguesia. Entre outros melhoramentos destaca-se o seu contributo financeiro e empenho pessoal no alargamento e pavimentação, em 1914, da estrada que liga o lugar da Portela e a Gândara (hoje EN327).
Justino Portal faleceu em 1927 no Hospital da Ordem do Carmo no Porto tendo deixado, entre outros, um vasto legado em Portugal e no Brasil à Misericórdia do Porto, ao Hospital de Oliveira de Azemeis e à Beneficente Portuguesa de Manaus, entre outros. 
Encontra-se, conforme sua vontade, sepultado em campa rasa em Cesar.